# Luftinjë
Luftinjë è una frazione del comune di Memaliaj in Albania (prefettura di Argirocastro).
Fino alla riforma amministrativa del 2015 era comune autonomo, dopo la riforma è stato accorpato, insieme agli ex-comuni di Buz, Fshat Memaliaj, Krahës, Memaliaj, Qesarat  a costituire la municipalità di Memaliaj.

## Località
Il comune era formato dall'insieme delle seguenti località:
- Izvor
- Luftinje
- Luftinje e Siperme
- Rrapaj
- Rabie
- Gllave e Vogel
- Maricaj
- Arrez e Madhe
- Vagalat
- Tosk Martalloz
- Dervishaj
- Zhapokike
- Zhapokike
- Ballaj
- Luadha